# Margot Yerolymos
Margot Yerolymos (* 19. April 1997 in Martigues) ist eine ehemalige französische Tennisspielerin.

## Karriere
Yerolymos, die mit vier Jahren das Tennisspielen begann, bevorzugte dabei den Hartplatz. Sie spielte vorrangig Turniere der ITF Women’s World Tennis Tour, wo sie fünf Titel im Einzel und drei Titel im Doppel gewann. Ihr erstes Turnier als Profispielerin absolvierte sie im Dezember 2013 in Scharm asch-Schaich, ihren ersten Titel gewann sie im August 2015 in Plowdiw.
Für die Qualifikation der French Open erhielt sie 2016 vom Veranstalter eine Wildcard. 2017 erhielt sie eine Wildcard für das Hauptfeld im Damendoppel an der Seite von Fiona Ferro. Ihr Erstrundenmatch verloren die beiden gegen Jekaterina Makarowa und Jelena Wesnina mit 2:6 und 3:6. 2019 erhielt sie zusammen mit ihrem Partner Grégoire Barrère ebenso eine Wildcard für das Mixed bei den French Open.
In der 1. Tennisbundesliga trat sie 2019 für den Club an der Alster aus Hamburg an.

## Turniersiege

### Einzel
| Nr. | Datum              | Turnier    | Kategorie   | Belag     | Finalgegnerin        | Ergebnis      |
| --- | ------------------ | ---------- | ----------- | --------- | -------------------- | ------------- |
| 1.  | 9. August 2015     | Plowdiw    | ITF $10.000 | Sand      | Alexandra Nancarrow  | 6:2, 6:1      |
| 2.  | 11. Juni 2016      | Madrid     | ITF $10.000 | Sand      | Tess Sugnaux         | 6:3, 4:6, 6:3 |
| 3.  | 24. September 2016 | Nottingham | ITF $10.000 | Hartplatz | Eden Silva           | 7:5, 6:1      |
| 4.  | 25. Februar 2018   | Hammamet   | ITF $15.000 | Sand      | Andreea Amalia Roșca | 4:6, 6:2, 6:0 |
| 5.  | 22. April 2018     | Hammamet   | ITF $15.000 | Sand      | Amina Anschba        | 6:1, 6:2      |

### Doppel
| Nr. | Datum           | Turnier   | Kategorie   | Belag     | Partnerin             | Finalgegnerinnen                   | Ergebnis          |
| --- | --------------- | --------- | ----------- | --------- | --------------------- | ---------------------------------- | ----------------- |
| 1.  | 29. April 2017  | Antalya   | ITF $15.000 | Sand      | Jacqueline Cabaj Awad | Amina Anschba Nina Kruijer         | 7:65, 3:6, [10:8] |
| 2.  | 25. Januar 2020 | Manacor   | ITF $15.000 | Hartplatz | Nina Stadler          | Marija Marfutina Camilla Rosatello | 2:6, 6:3, [10:5]  |
| 3.  | 26. Juni 2021   | Périgueux | ITF W25     | Sand      | Diane Parry           | Sada Nahimana Anna Sisková         | 6:4, 6:2          |